# Gerardo Enciso
Gerardo Enciso (Puebla de Zaragoza, Puebla México, 23 de abril de 1962) es un compositor y músico mexicano, nacido en Puebla, Puebla, y quien creció en Guadalajara. Es uno de los compositores más representativos en el escenario musical de dicha ciudad. Es considerado en México dentro de la escena independiente un cantautor de culto, por la influencia de su obra y valor musical y poético de sus canciones. Sus presentaciones son escasas y sus discos originales prácticamente imposibles de conseguir.
La base de sus composiciones es el folk y el rock, aunque los arreglos de sus discos han incluido otros géneros. Sus temas Amo a mi país, Parada Suprimida, Daga y Los tiempos cambian son singularmente populares.
Ha colaborado con el poeta Ricardo Castillo destacando el montaje escénico Borrados, que desde principios de los años noventa fue de los primeros roqueros en fusionar en México música, lectura de poesía y teatro, así como la grabación del CD ¿Es la Calle... honda? auspiciado por la Universidad de Guadalajara, ambos integrados por poemas de Castillo y canciones de Enciso, presentando juntos ambos trabajos.
En sus discos han colaborado Alejandro Marcovich, Nina Galindo, César López "El Vampiro", Ely Guerra, Fernando Toussaint, Antonio Páez "El Charro" y Carlos Sánchez-Gutiérrez.
En noviembre de 2010 se lanzó su última producción discográfica, titulada Es por ti, la cual incluye 13 temas. En este material sobresale la participación de José Manuel Aguilera en la guitarra.

## Discografía
- A contracorriente (con El Poder Ejecutivo) - 1989 (Independiente)
- Cuentos del miedo - 1993 (Culebra-BMG)
- Tarará - 2000 (Fugazi Records)
- Demos Vol 1 - 1984/1997 (Discos Imposibles)
- Es por ti - 2010 (Universidad de Guadalajara)

### En colaboración
- Es la calle, honda, con Ricardo Castillo - 1990 (Universidad de Guadalajara)

### En vivo
- En vivo en el Sidicato Rupestre - 2017 (Discos Tame)